# Concavenator
Concavenator là một chi khủng long, được F. Ortega Escaso & Sanz mô tả khoa học năm 2010.